# Енисейка
Енисе́йка — деревня в Тайшетском районе Иркутской области России. Входит в состав Зареченского муниципального образования.

## География
Посёлок находится на расстоянии примерно 18 км к западу от города Тайшет, административного центра района.

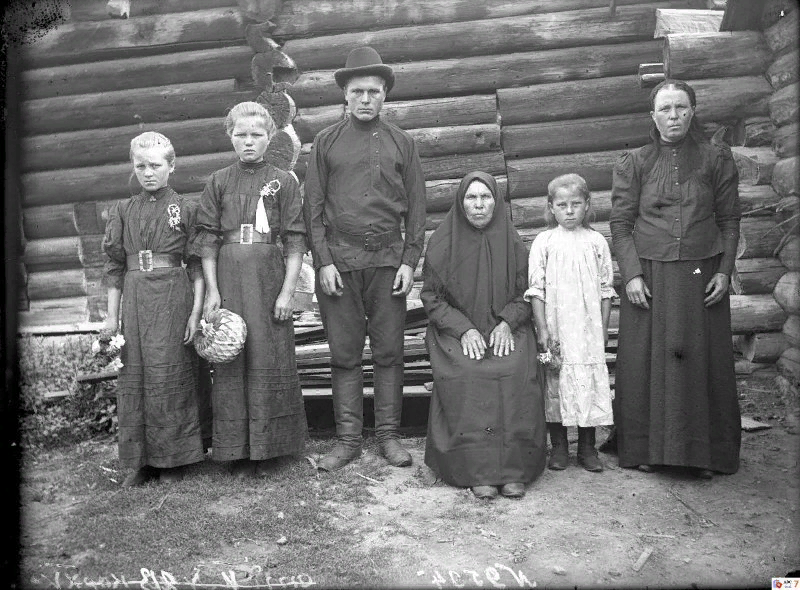
Крестьянская старожильческая семья в деревне Енисейка Канского уезда. 1911 г.

## Население
| 2002 | 2010 | 2011 | 2012 |
| ---- | ---- | ---- | ---- |
| 39   | ↘25  | →25  | ↘21  |

### Половой состав
По данным Всероссийской переписи, в 2010 году в деревне проживало 25 человек (10 мужчин и 15 женщин).